# Équipe de république démocratique du Congo masculine de basket-ball
Cet article traite de l'équipe masculine. Pour l'équipe féminine, voir Équipe de république démocratique du Congo féminine de basket-ball.
Maillots
L'équipe de république démocratique du Congo masculine de basket-ball est l'équipe nationale qui représente la république démocratique du Congo dans les compétitions internationales masculine de basket-ball. Elle est placée sous l'égide de la Fédération de République démocratique du Congo de basket-ball (FEBACO). L'équipe est affiliée à la FIBA depuis 1963. Elle est surnomée "Les Léopards".
Il a été créé en 1963 et cette même année s'est affilié à la FIBA Afrique. En 1974 il fait sa première apparition dans un tournoi officiel en Afrobasket joué à Bangui, Republique centrafricaine où il a terminé en sixième position. Un an plus tard réussit sa meilleure participation en Afrobasket à Alexandrie, l'Égypte où il a terminé en quatrième position, et cinq ans après termine en sixième position dans l'édition de Casablanca, au Maroc.
Ils sont passés 15 ans avant de se qualifier à nouveau à l'Afrobasket dans lequel ils ont terminé en neuvième position à Alger, Algérie dans sa dernière apparition en tant que Zaïre. En 2007 ils se qualifie à l'Afrobasket pour la première fois sous le nom de république démocratique du Congo, où ils ont terminé 15e; la même année dans lequel ils ont joué pour la première fois les Jeux africains où ils ont terminé sixième. Dans l'édition de 2017 ils ont terminé en sixième lieu de l'Afrobasket dans le tournoi réalisé au Sénégal et en Tunisie.

## Parcours aux Jeux olympiques
Jusqu'à présent, l'équipe n'a pas pu se qualifier pour les compétitions olympiques de basket-ball . 
- 1960 : -
- 1964 : -
- 1968 : -
- 1972 : -
- 1976 : -
- 1980 : -
- 1984 : -
- 1988 : -
- 1992 : -
- 1996 : -
- 2000 : -
- 2004 : -
- 2008 : -
- 2012 : -

## Parcours aux Championnats du Monde
Jusqu'à présent, l'équipe n'a pas pu se qualifier pour une Coupe du monde. 
- 1963 : -
- 1967 : -
- 1970 : -
- 1974 : -
- 1978 : -
- 1982 : -
- 1986 : -
- 1990 : -
- 1994 : -
- 1998 : -
- 2002 : -
- 2006 : -
- 2010 : -
- 2014 : -
- 2019 : -

## Parcours aux Championnats d'Afrique des Nations
Jusqu'à présent, l'équipe a cinq participations à la africaine Coupe des Nations: 
|  |  |

## Parcours aux Jeux africains
L'équipe nationale de basket-ball de la république démocratique du Congo a participé aux Jeux africains au moins deux fois jusqu'à présent: en 1965, l'équipe a terminé septième, en 2007, elle était neuvième.

## Performance au Championnat d'Afrique de la FIBA
| Année | Place | Compétition                           | Hôte                              |
| ----- | ----- | ------------------------------------- | --------------------------------- |
| 1974  | 6     | Championnat d'Afrique de la FIBA 1974 | Bangui, République centrafricaine |
| 1975  | 4     | Championnat d'Afrique FIBA 1975       | Alexandrie, Égypte                |
| 1980  | 6     | Championnat d'Afrique FIBA 1980       | Rabat, Maroc                      |
| 1995  | 9     | Championnat d'Afrique FIBA 1995       | Alger, Algérie                    |
| 2007  | 15    | Championnat d'Afrique FIBA 2007       | Angola                            |
| 2017  | 6     | AfroBasket 2017                       | Sénégal / Tunisie                 |

## Personnalités historique

### effectif actuelle
Lors de la qualification de la Coupe du monde de basket-ball de la FIBA 2019 : 

### Joueurs célèbres
- Bismack Biyombo
- Christian Eyenga
- Gege Kizubanata
- Dikembe Mutombo
- Gloire benks Abas
- Belly Makedi
- Cedric Bonga
- Blaise Bady

### Selectionneurs
- 2007-2009 :  Mozin Mozingo[5],[6]
- 2012 :  Jacques Beya
- 2017 :  Papy Kiembe